# 1077
Évszázadok: 10. század – 11. század – 12. század
Évtizedek: 1020-as évek – 1030-as évek – 1040-es évek – 1050-es évek – 1060-as évek – 1070-es évek – 1080-as évek – 1090-es évek – 1100-as évek – 1110-es évek – 1120-as évek
Évek: 1072 – 1073 – 1074 – 1075 –  1076 – 1077 – 1078 – 1079 – 1080 – 1081 – 1082

## Események

### Határozott dátumú események
- március 15. – A német fejedelmek Sváb Rudolfot választják királyukká, a kiközösített IV. Henrik ellenében, ami hosszú belviszályhoz vezet.
- április 24. – Meghal I. Géza király, akit öccse, I. László követ a magyar trónon.[1] (Gézát – a Képes krónika szerint – a váci püspöki székesegyházban temetik el.)[2]

### Határozatlan dátumú események
- január – I. Vszevolod kijevi nagyfejedelem trónra lépése.
- az év folyamán –
  - A Canossa-járás során IV. Henrik vezekelve kéri a Canossa várában tartózkodó VII. Gergely pápát, hogy oldozza fel a kiközösítés alól; a feloldozás megtörténik.[3]
  - II. Róbert normandiai herceg fellázad apja, I. Vilmos angol király ellen.
  - A szeldzsuk törökök elfoglalják Nikaiát.
  - I. Szulejmán lesz a Rúmi Szultánság uralkodója.
  - Dukla királyság alapítása.

## Születések
- I. Sándor skót király († 1124)

## Halálozások
- április 24. – I. Géza magyar király (* 1040 körül)
- Poitoui Ágnes, III. Henrik német-római császár felesége, majd régens (* 1044)
- Anawratha myanmari király (* 1044)

## Európai időjárás
Korai hideg november és kései enyhülés márciusban, közte nagyon hosszú ideig kitartó hótakaró; a Boden-tó és a Zürichi-tó befagyott. Az évezred leghidegebb tele az 1364-es téllel együtt.